# Печора (племя)
Печо́ра, Печёра, Пече́ра — финно-угорское или самодийское племя, в древности населявшее район р. Печоры.
В ПВЛ говорится, что печора (печера) платили дань Руси. Племя упомянуто в списке между ямью и пермью.

## История

### Версия околоненецкого происхождения
В исторических источниках сначала появляются сведения о реке с таким названием (1096 год) и только позже — о племени, которое обитает по берегам этой реки, соседствуя с народами коми и югрой. Наиболее проработанными являются версии о самодийском происхождении этого народа, ближайшими родственниками которого считаются ненцы.

### Версия общефинского происхождения
В раннем средневековье (V—X вв. н. э.) в субарктических широтах северо-востока Европы жили племена охотников на морских зверей и северных оленей, этническая принадлежность которых не установлена. Письменные источники указывают на то, что ещё недавно, в конце XVIII в., на всей территории проживания ненцев находились запустевшие, похожие на пещеры, жилища неизвестного народа. Распространена гипотеза, что этот народ пришёл с нижней Оби. Другая гипотеза считает этот народ выходцами с берегов Белого моря, из земель, заселённых протосаамскими и чудскими племенами. Возможно, они во второй половине I тысячелетия нашей эры обжили тундры северо-востока Европы и проникли на Ямал. Разговаривали эти люди, вероятно, на древнесаамском языке. В русских летописях XI—XIV вв. этот народ называется «печера», а в ненецких легендах — «сиртя» или «сихиртя», это название сохранилось до наших времён в отдельных топонимах: Сиртя-саля (мыс Сирти), Сиртя-яха (река Сирти), река Печора.
В ходе археологических раскопок, выполненных в 1980—1990-х годах, найдены памятники материальной культуры сихиртя, остатки укреплённых поселений (племенных центров): городище в устье реки Гнилки, рядом с Пустозерском и Ортинское городище в устье реки Печоры. Поселения датируются VI—X вв. н. э. В городищах сохранились развалины дерево-земляных оборонительных сооружений, бревенчатых жилищ и хозяйственных построек, украшений и предметов обихода. У ненцев городищ нет. На реке Гнилка найдено жертвенное место (периода VI—XIII в. или начало XIV в.). Состав находок на реке Гнилке по временному срезу аналогичен святилищу на острове Вайгач. Некоторые святилища на острове Вайгач сохранялись и после XIII столетия, неся следы новой, ненецкой культуры.
В настоящее время нет точных ответов, как долго эти племена заселяли субарктические территории и что случилось с ними впоследствии.